# Diocle di Siracusa (demagogo)
Diocle di Siracusa (in greco antico: Διοκλῆς?, Dioklês; Siracusa, seconda metà del V secolo a.C. – Siracusa, 367 a.C.) è stato un politico siceliota, nonché demagogo.

## Biografia
Della sua vita si conoscono soltanto le vicende dal 411 al 408 a.C. Oratore di grande credibilità a Siracusa, all'indomani della vittoria sugli ateniesi dopo la spedizione in Sicilia sostenne una linea di severità contro gli sconfitti. Questa linea verrà adottata contro il parere di Ermocrate che proponeva maggiore clemenza.
Dopo la guerra con Atene (412 a.C.) i cittadini che difesero Siracusa chiesero maggiori riforme in senso democratico, egli quindi riformò la costituzione cittadina introducendo diverse misure. La designazione dei magistrati a sorte, proprio come avveniva ad Atene. Inoltre introdusse il principio della nomina di un gruppo di esperti per la formulazione di leggi cittadine. Questa serie di riforme piacque molto ai cittadini, tanto da rendere famoso Diocle e da concedergli un ruolo preponderante tra i legislatori. Le leggi di Siracusa verranno adottate anche da altre città greche nell'isola, e mantenute in alcuni casi sino all'arrivo della dominazione romana.
Nel 411 a.C. Ermocrate fu inviato con un gruppo di soldati a supporto di Sparta contro Atene. Tornato in Sicilia nel 409 a.C. ricevette la notizia della sconfitta di Selinunte contro i cartaginesi, egli quindi marciò contro di essi ottenendo una vittoria. Forte del successo ottenuto l'anno successivo chiese di rientrare in patria sfruttando i corpi dei caduti nella battaglia di Imera (409 a.C.) lasciati da Diocle sul campo di battaglia. Ermocrate non verrà comunque riammesso in città e Diocle nel 408 verrà anch'esso esiliato.
Nel 409 a.C. fu a capo dell'esercito di 4000 uomini che affrontò i cartaginesi e gli iberi a Himera. Dopo il primo attacco cartaginese fu tratto in inganno, pensando ad un attacco su Siracusa egli ritirò le truppe in patria lasciando scoperta Himera che fu presto conquistata. Gli Himeresi ebbero la sola possibilità di fuggire verso Messina abbandonando la propria città, ma nel 408 a.C. fu bandito per il suo comportamento nella difesa di Imera dai Cartaginesi.